# Sistema di produzione
Un sistema di produzione può essere definito come un insieme di uomini, macchine, attrezzature ed organizzazione legati da un flusso comune di materiali e di informazioni finalizzato alla trasformazione di materiale grezzo in prodotti finiti.
Nell'analisi di un sistema produttivo si identificano quattro parametri principali di produzione:
- Costo
- Tempo
- Qualità
- Flessibilità

correlati in quello che viene definito Tetraedro della Produzione.

## Classificazione dei sistemi di produzione
Lo schema di classificazione composita di Brandolese, Brugger, Garetti, Misul (1985) considera una suddivisione secondo tre assi cartesiani.
- Sull'asse del mercato, si classificano secondo le modalità di vendita:
  - su commesse singole o su commesse ripetitive; in questo caso si dice che si costruiscono prodotti già venduti
  - produzione per il magazzino, in base alle previsioni di vendita (si costruiscono i prodotti, e la vendita avviene in un secondo momento); in questo caso si dice che si vendono prodotti già costruiti
- Sull'asse tecnologico, si classificano secondo le modalità di realizzazione del prodotto in:
  - impianti di processo (ove la produzione riguarda profonde trasformazioni chimico-fisiche e non è possibile ritornare facilmente ai componenti iniziali partendo dal prodotto finale)
  - impianti di fabbricazione, che a loro volta si suddividono in:
    - impianti di produzione
    - impianti di assemblaggio
- Sull'asse gestionale, si classificano secondo le modalità di realizzazione del volume da produrre:
  - produzioni unitarie
  - a lotti
  - continue

Ovviamente alcuni incroci non sono fattibili (ad esempio un impianto continuo difficilmente potrà produrre per ordini singoli).
Un'altra classificazione possibile è quella di Wortmann, che divide gli impianti secondo il customer decoupling point, ovvero secondo il momento in cui la produzione passa da essere su previsione ad essere basata sull'ordine dei clienti. In tal senso si hanno impianti che producono:
- M.T.S. (Make to stock - Produci per il magazzino), è una produzione di prodotti standard che corrisponde alle produzioni  (per il magazzino) di prodotti a limitata complicanza sulla base delle previsioni di vendita. Sono in genere beni di valore unitario non troppo elevato e per i quali lo sbocco di mercato è vasto;
- A.T.O. (Assembly to order - Assembla sulla base dell'ordine), assemblano quando hanno l'ordine ma le parti componenti sono già state fabbricate. Prevede due modalità gestionali distinte:
  - la produzione su previsione di sottogruppi standard
  - la successiva personalizzazione del prodotto finito in fase di assemblaggio finale in base a quanto richiesto dall'ordine.

In questa categoria sono presenti le produzioni ad elevata ampiezza di mix di vendita di prodotto finito, caratterizzati, però, dalla comunanza di alcuni sottogruppi standard. Dunque questa categoria è un incrocio tra la produzione su previsione e quella su commessa;
- M.T.O. (Make to order - Produci sull'ordine), fabbricano solo dopo che hanno ricevuto l'ordine ma le attività di progettazione/ingegnerizzazione possono essere anticipate rispetto al momento dell'acquisizione dell'ordine. La scelta di quale modalità di produzione implementare dipende dal posizionamento sul mercato dell'impresa, ed è il risultato delle valutazioni che oltre le operations coinvolgono il marketing e numerose altre funzioni dell'impresa.
- E.T.O. (Engineer to order - Progetta sulla base dell'ordine), fabbricano solo dopo che hanno ricevuto l'ordine e i prodotti considerati sono tali per cui la loro produzione non può iniziare fino a che l'ordine del committente non sia stato acquisito; solo al momento dell'ordine sono attivate le operazioni di progettazione/ingegnerizzazione. Qui si riconoscono i tipici elementi delle commesse singole, generalmente di elevato valore unitario. È da notare che in questo caso la progettazione entra a far parte integralmente del processo produttivo, e quindi i tempi di realizzazione possono essere anche molto lunghi;

Altre classificazioni possibili riguardano la natura delle trasformazioni, la categoria dei prodotti, le dimensioni, il rapporto energia/lavoro manuale, completezza del ciclo produttivo (ovvero se nell'impianto si parte da materie prime o da altri semilavorati).
I sistemi di produzione possono essere divisi in base al tipo di processo di produzione industriale utilizzato.
Avremo impianti di fabbricazione e impianti di montaggio, a seconda che producano i pezzi tramite lavorazioni chimiche, meccaniche, fisiche etc., o se si limiti all'assemblaggio di componenti già pronti. Non va confuso un impianto di fabbricazione con un impianto di processo: ad esempio la produzione della carta è fatta in un impianto di processo, mentre la produzione di pezzi  tramite tornitura è fatta in impianti di fabbricazione.
Le tipologie di processo produttivo che possono essere realizzate sono le seguenti:
- flow-shop, dove i semilavorati passano da una stazione di produzione all'altra attraverso una sequenza standard e predeterminata, indipendente dal lotto di produzione. È il caso tipico delle catene di montaggio, ove le macchine sono disposte secondo le fasi di lavorazione del prodotto;
- Job-shop, in cui la sequenza delle operazioni che dovranno essere svolte è definita a priori, ma può radicalmente cambiare da lotto a lotto (ad esempio il caso di una officina di riparazione);
- per celle (Group technology), in cui la produzione di prodotti di una stessa famiglia avviene in un'area definita dell'impianto dove sono presenti tutte e sole le macchine necessarie;

Invece dal punto di vista del layout, gli impianti possono dividersi in:
- a postazioni fisse, in cui è il prodotto da costruire a rimanere fermo. È il caso tipico delle costruzioni di ingegneria civile, quali dighe ed edifici;
- per reparti, in cui le macchine tecnologicamente simili vengono localizzate in aree contigue dell'impianto;
- per linee, in cui la disposizione dei macchinari segue fedelmente la sequenza operativa delle fasi di lavorazione;
- ad isole, in cui le unità produttive vengono raggruppate in maniera tale che ogni gruppo sia in grado di processare prodotti il cui ciclo di lavoro è similare.

Sebbene le classificazioni suddette possano sembrare in corrispondenza biunivoca, va ricordato che, mentre nel primo elenco si tratta di come il prodotto deve essere trasformato dagli impianti, nel secondo si pone l'accento sulla collocazione all'interno della planimetria dello stabilimento produttivo dei macchinari al fine di minimizzare alcuni costi imputabili al layout. È intuitivo tuttavia che alcuni accoppiamenti layout-processo siano generalmente economicamente più convenienti.

## Problemi comuni agli impianti industriali
La stesura del layout è un momento fondamentale per la futura efficienza di un impianto industriale, in quanto in questa fase è necessario prevedere i flussi che attraverseranno l'impianto: flussi informativi, di prodotto, di scarti e sfridi; in tal senso, andrà anche valutata la capacità produttiva che l'impianto dovrà sviluppare. 
La gestione delle operations cura, tra gli altri aspetti, l'allineamento tra capacità produttiva disponibile e richiesta.
Assai importante è anche l'allineamento strategico tra l'organizzazione dell'impianto ed il mercato al quale si rivolge l'impresa (una produzione continua di prodotti tutti uguali mal si presta ad un mercato in cui è importante la personalizzazione dei prodotti, almeno in linea di principio).
Per gli impianti organizzati in linea più di tutti, ma anche per le altre organizzazioni, è importante la valutazione del bilanciamento tra le stazioni, ovvero che i carichi di lavoro cui sono sottoposte le varie stazioni siano il più possibile uniformi, al fine di evitare la creazione di "colli di bottiglia". Esistono in tal senso molti metodi ed algoritmi euristici che consentono un corretto bilanciamento del sistema.